# Dalrympelea trifoliata
Dalrympelea trifoliata är en pimpernötsväxtart som först beskrevs av Henry Nicholas Ridley, och fick sitt nu gällande namn av Nor-ezzaw.. Dalrympelea trifoliata ingår i släktet Dalrympelea, och familjen pimpernötsväxter. Inga underarter finns listade i Catalogue of Life.